# 关塘村墓地
关塘村墓地，位于中国青海省贵南县沙沟乡关塘村，为第四批青海省文物保护单位，公布日期为1986年5月27日，类型为古墓葬。
关塘村墓地的历史年代为齐家文化。